# Salpen
Salpen (Thaliacea) sind frei schwimmende Meerestiere mit einem tonnenförmigen Aussehen, die zum Unterstamm der Manteltiere gehören. Sie ernähren sich von Plankton. Ihr Körper besteht zum größten Teil aus dem Kiemendarm. Sie leben einzeln oder in Kolonien. Einige Arten werden über 8 cm lang.
Die Fortpflanzung der Salpen ist geprägt durch einen Generationswechsel, bei dem auf eine sexuell aktive, zweigeschlechtliche Generation eine asexuelle folgt (Metagenese).
Der Schriftsteller und Naturforscher Adelbert von Chamisso veröffentlichte 1819 als erster einen Traktat über die Zusammengehörigkeit der beiden verschiedenen Generationen zu ein und demselben Taxon.

## Verbreitung
Die Salpen findet man an der Oberfläche in wärmeren Meeren und gelegentlich im Sommer auch in gemäßigten Meeresgebieten. Sie kommen aber auch bis in die kalte Tiefsee vor.

## Lebensweise
Salpen schwimmen unter rhythmischer Kontraktion hufeisenförmiger oder ringförmiger Muskelbänder, die zum Teil nur auf einer Seite des Körpers liegen. Die Kontraktion dieser Bänder treibt das Wasser, das durch die Mundöffnung in den Kiemendarm hineingeströmt ist, durch das hintere Ende des Körpers aus, so dass sich das Tier mit einer Art Düsenantrieb vorwärts bewegt. Gleichzeitig werden im Kiemendarm aus diesem Wasserstrom einzellige Algen und kleine tierische Organismen ausgefiltert und als Nahrung verwertet.

## Ernährung
Die Salpen machen kleineren Fischen Konkurrenz, weil sie ebenfalls von Planktonorganismen leben. Größere Arten fressen sogar kleine Fische. Nachts tauchen die Salpen zum Fressen aus einer Tiefe von bis zu 800 Metern an die Meeresoberfläche auf und können dabei einen erheblichen Anteil der tagsüber entstandenen pflanzlichen Biomasse abernten. Sie geben dabei den aufgenommenen Kohlenstoff aus der pflanzlichen Biomasse nicht als Kohlendioxid an die Atmosphäre ab, sondern scheiden ihn in Fäkalienkügelchen aus, die mit einer Geschwindigkeit von 1000 Metern pro Tag auf den Grund des Meeres absinken und damit den fixierten atmosphärischen Kohlenstoff sedimentieren. Es wird geschätzt, dass pro Schwarm auf diese Weise mehrere tausend Tonnen Kohlenstoff pro Tag der Atmosphäre entzogen werden. Die Salpen spielen damit eine wichtige Rolle im Kohlenstoffzyklus der Erde.

## Fortpflanzung
Salpen können zwar in kühlerem Wasser leben, sich dort aber nicht fortpflanzen. Es gibt bei Salpen zwei Arten von Fortpflanzung: eine ungeschlechtliche durch Knospung und eine geschlechtliche bei den zwittrigen Tieren. Diese zwei Arten wechseln sich von Generation zu Generation ab.

## Systematik
- Salpen (Thaliacea)
  - Tonnensalpen (Doliolida)
  - Feuerwalzen (Pyrosomida)
  - Salpida

## GattungSalpa
Aus der Gattung Salpa gibt es viele tropische und subtropische Arten, die manchmal in so großen Mengen in warmen Meeren auftreten, dass sie andere planktische Organismen ausschließen. Zwei sehr verbreitete Arten, Salpa fusiformis und Salpa democratica, werden in kühleren Gewässern zu gewissen Zeiten in Massen in Planktonnetzen gefangen. Die alleinlebende Form von Salpa telesiicostata, die südlich der kalifornischen Küste häufig ist, erreicht eine Länge von 20 cm, während die geschlechtliche Form nur 7 cm lang wird.